# Liquid Lunch
Liquid Lunch è il secondo singolo  estratto dall'album The Shocking Miss Emerald, il secondo album in studio di Caro Emerald.
Il singolo entra in rotazione nelle stazioni radiofoniche italiane il 14 giugno 2013.
La canzone è stata scelta per la pubblicità italiana dei Mon chéri, inoltre è stata scelta come sigla di apertura nei primi mesi del 2015 per la trasmissione di Rai 1 L'eredità.

## Tracce
1. Liquid Lunch (Radio Edit)
2. Liquid Lunch (Radio Edit) (Instrumental)
3. Liquid Lunch

## Pubblicazione
| Paese       | Data            | Formato          | Etichetta discografica |
| ----------- | --------------- | ---------------- | ---------------------- |
| Paesi Bassi | 21 maggio, 2013 | Digital download | Grandmono Records      |
| Regno Unito | 3 giugno, 2013  | Digital download | Grandmono Records      |

## Classifiche
| Classifica (2013) | Posizione più alta |
| ----------------- | ------------------ |
| Belgio (Fiandre)  | 14                 |
| Belgio (Vallonia) | 43                 |
| Francia           | 182                |
| Regno Unito       | 70                 |